# Rhodiola
Rhodiola là một chi thực vật có hoa trong họ Crassulaceae.